# جتشموروویتسه
جتشموروویتسه (به لهستانی:  Dziećmorowice) یک روستا در لهستان است که در گمینا والیم واقع شده‌است.